# Carly Rae Jepsen
Carly Rae Jepsen (Mission, Brit Columbia, 1985. november 21. –) kanadai énekesnő és dalszerző.
Első albuma a Tug Of War 2008. szeptember 30-án jelent meg. 3 év múlva napvilágot látott a Call Me Maybe című szám, ami nagy slágerré vált. A Billboard zenei toplistán elérte az első helyet, ugyanúgy, ahogy a Canadian Hot 100-on is. Ezután Carly egy EP-t adott ki, amely 2012. február 14-én jelent meg.

## Gyermekkora
Carly a Heritage Park Secondary Schoolban végezte tanulmányait. Az érettségit a társainál korábban tette le. Ezt követően a Canadian Collegebe jelentkezett előadóművészet szakra. Ez idő tájban indult az ötödik Canadian Idol is, amelyre beadta a jelentkezését.

## Zenei karrierje

### 2008-2011: Tug of War
2008. június 16-án megjelent a debütáló album borítóképe, majd 2008. július 21-én Carly két dalt mutatott be a lemezéről a MySpace oldalán: a Bucket-et és a Heavy Lifting-et. 2008 augusztusában már azt is elárulta, hogy mi lesz az album címe. Majd szeptember végén meg is jelent. A Tug Of War című számhoz 2009. januárban napvilágot látott a videóklip is, amit Ben Knechtel rendezett, ugyanúgy, ahogy a többi klipet is.

### 2012: KISS
A második stúdióalbum 2012. február 14-én debütált. Az első kislemez, a Call Me Maybe még 2011. szeptember 20-án jelent meg, amely hatalmas sikereket ért el világszerte. Az angol listákon az első helyen volt, és júniusban a Billboard Hot 100 listáján is a csúcsra került, ráadásul a Billboard Pop toplistáját is vezeti a szám. A Call Me Maybe, amely az Egyesült Államokban és Kanadában is elérte a platina minősítést, már több, mint 3 millióan megvásárolták világszerte; feljutott a brit, ír, ausztrál és még számos ország iTunes kislemezeladási listájának élére.

### 2015: E-MO-TION
Jepsen 3. stúdióalbuma 2015. június 23-án jelent meg E-MO-TION címen. Az első kislemez, az I Really Like You világszerte szépen teljesített, az amerikai Billboard listán a legjobb 40-ben debütált, míg Angliában a 3. helyig jutott. A dalhoz forgatott klip túllépte a 100 milliós megtekintést. Az album második kislemeze, a Run Away With Me.

## Videóklipjei
| Év   | Cím                                       |
| ---- | ----------------------------------------- |
| 2009 | Tug of War                                |
| 2009 | Bucket                                    |
| 2009 | Sour Candy (Josh Ramsay közreműködésével) |
| 2011 | Call Me Maybe                             |
| 2012 | Good Time (Owl City közreműködésével)     |
| 2012 | This Kiss                                 |
| 2013 | Tonight I'm Getting Over You              |
| 2015 | I Really Like You                         |
| 2015 | Run Away With Me                          |

## Diszkográfia

### Albumok
- Tug of War (2008)
- Kiss (2012)
- E-MO-TION (2015)
- Dedicated (2019)
- Dedicated Side B (2020)

### EP-k
- Dear You (2004)
- Curiosity (2012)
- Emotion: Side B (2016)

### Egyéb számok
- Mittens (2010)
- Take a Picture (2013)
- Last Christmas (2015)
- Super Natural (feat. Danny L Harle) (2016)
- Everywhere You Look (2016)
- It Takes Two (feat. Mike Will Made It & Lil Yachty) (2017)
- Cut to the Feeling (2017)
- Runaways (2017)